# Sito szczelinowe
Sito szczelinowe – sito wykonane z roboczych drutów o przekroju trójkątnym osadzonych na drutach nośnych. Metoda konstrukcji sita zapewnia precyzyjną szerokość szczeliny nawet przy szerokościach rzędu 50 mikrometrów. Sita szczelinowe są bardzo wytrzymałe, ich charakterystyczną cechą jest niezatykanie szczelin, ze względu na rozbieżność płaszczyzn za najwęższym miejscem szczeliny.